# 河鼓增九
天鷹座υ，又名BD+07 4210，HD 186689、SAO 125032、HR 7519，是天鷹座的一颗恒星，视星等为5.91，位于銀經46.01，銀緯-8.42，其B1900.0坐标为赤經19h 40m 48s，赤緯+7° -8.42′ 15″。